# Seeburg Corporation
Seeburg Corporation fue una empresa estadounidense de diseño y fabricación de equipos musicales automatizados, como orquestriones, máquinas de discos y equipos de venta. Antes de fabricar su exclusivo conjunto de productos de máquinas de discos, era considerada una de las "cuatro grandes" de las principales compañías de fonógrafos que funcionaban con monedas, junto con AMI, Wurlitzer y Rock-Ola. En el apogeo de la popularidad de las máquinas de discos, los productos de Seeburg eran sinónimo de tecnología y una de las principales marcas cotidianas de la vida adolescente estadounidense. La empresa, fundada en 1902, cerró después de ser vendida a Stern Electronics en 1982.

## Historia

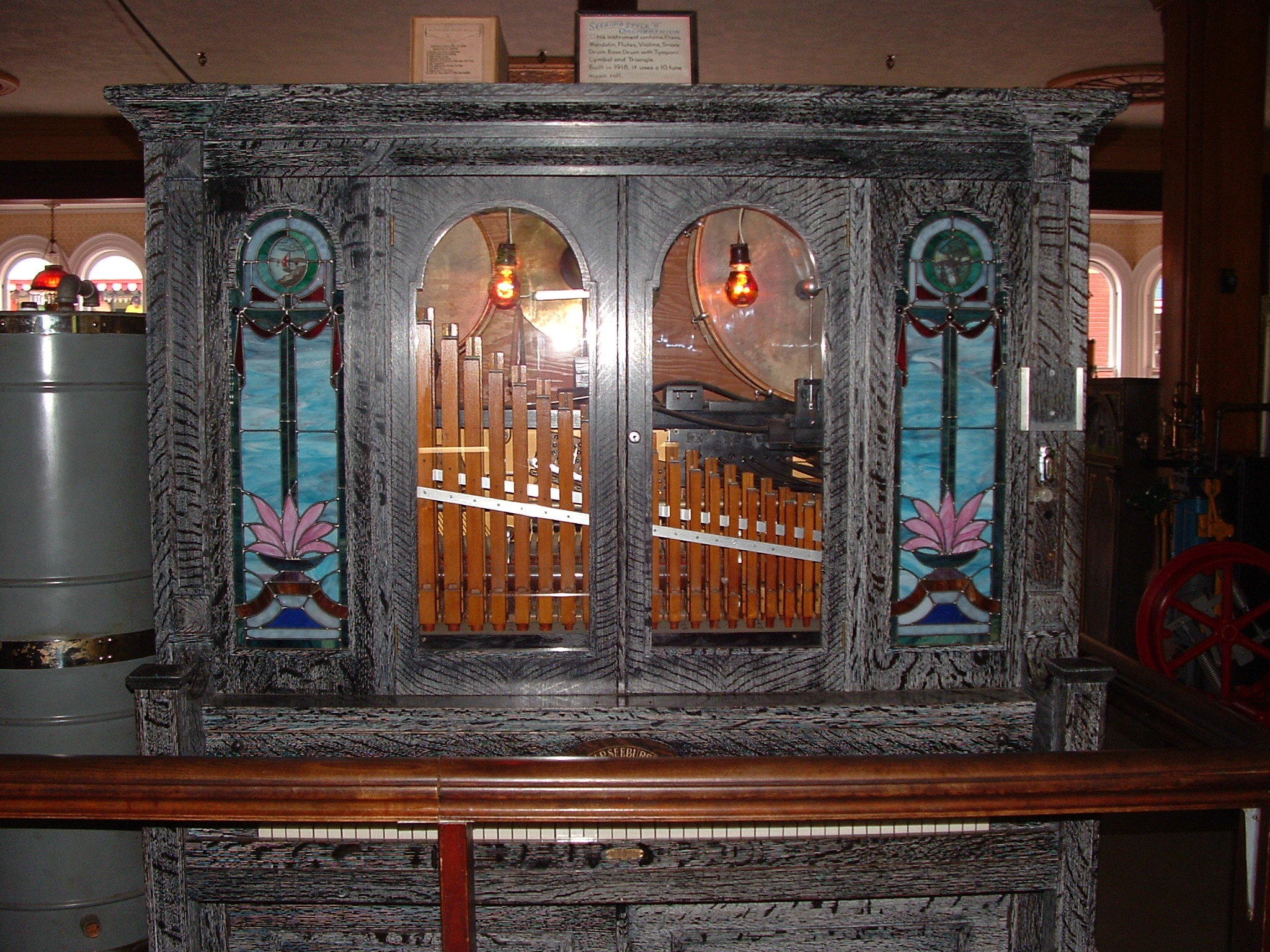
El Orquestrión Seeburg "Style G" de 1918 usaba un rollo de pianola de 10 canciones, y tocaba varios instrumentos de viento, cuerda y percusión

Los equipos musicales automatizados, como fonógrafos y orquestriones que funcionaban con monedas, se fabricaron bajo el nombre de J. P. Seeburg and Company durante la mayor parte de sus primeros años. Hasta 1956, la empresa er de propiedad familiar, siendo fundada por Justus Percival Sjöberg de Gotemburgo, Suecia, quien se mudó a los Estados Unidos después de graduarse en la Universidad Tecnológica de Chalmers. El nombre de la empresa procede de la ortografía americanizada de su apellido.
En los primeros días de la máquina de discos, las grabaciones a 78 rpm eran estándar y hasta 1949, solo se podían reproducir de 10 a 24 selecciones en una máquina. Esto cambió con el modelo M100A de Seeburg, que podía reproducir 50 discos en el anverso y el reverso para un total de 100 selecciones, más de cuatro veces más de lo que estaba disponible anteriormente. En 1950, Seeburg presentó la primera máquina de discos comercial diseñada para reproducir los entonces nuevos discos de 45 rpm. Aumentaron el número de registros de 50 a 100 en 1955, y finalmente se establecieron en 50 u 80 por máquina después de 1958. El clásico aparato M100C aparece al principio de la apertura de la serie de televisión Happy Days, aunque el disco giratorio de 45 rpm que se muestra se está reproduciendo en una Rock-Ola.
El mecanismo Seeburg "Select-O-Matic" almacenaba los discos en un cargador lineal y los reproducía verticalmente, sujetos a un plato giratorio de volante. El registro seleccionado se empuja hacia adelante desde atrás y luego se fija en su lugar. El brazo está igualmente orientado verticalmente y tiene una aguja a cada lado. El conjunto del brazo se desplaza hacia la derecha o hacia la izquierda dependiendo de qué lado del disco se esté reproduciendo. En las máquinas fabricadas durante la década de 1950, todo el mecanismo era visible para el usuario. Las máquinas posteriores ocultaron el mecanismo en favor de los gráficos y las luces, pero internamente era esencialmente igual.
Seeburg comenzó a diversificar sus líneas de productos en 1959 con la introducción de reproductores de música de fondo, como el Seeburg 1000, que utilizaba discos especiales de 9 pulgadas y 16⅔ rpm. Seeburg adquirió Williams (pinball y otros juegos) y Gulbransen (órganos electrónicos y cajas de ritmos) en 1964 y la H. N. White Company (instrumentos de viento de madera y metal King) en 1965. Gulbransen permaneció en producción hasta finales de la década de 1960.

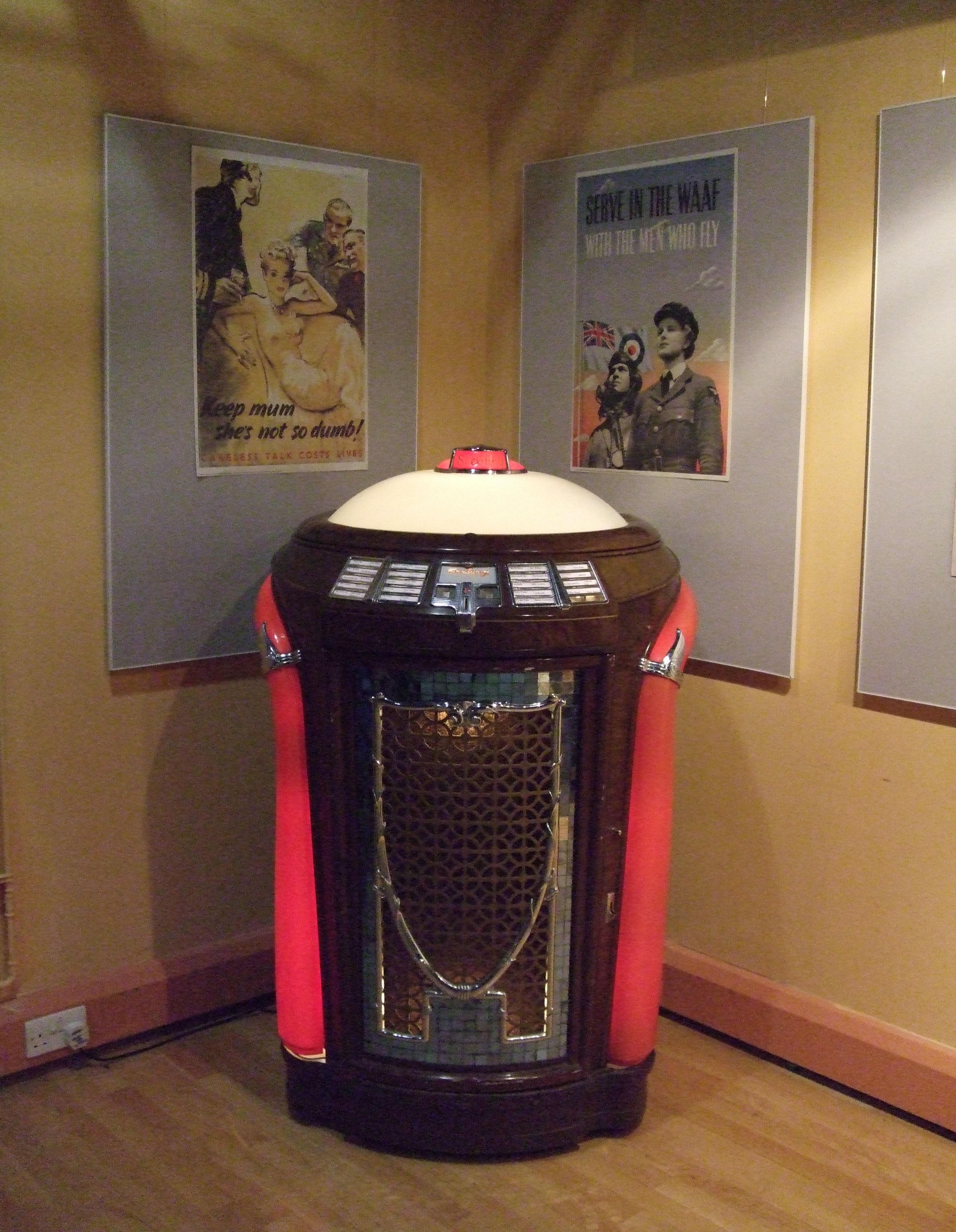
Jukebox Seeburg "Trashcan" (1948, Symphonola Modelo 148)

En 1965, Seeburg Corporation anunció que estaba estableciendo una nueva organización de derechos de interpretación musical para competir con ASCAP, BMI y SESAC. La sociedad se llamaba "Sociedad de Interpretación de Fonografía Operada por Monedas" (COPPS). El plan era que Seeburg hiciera grabaciones únicamente para reproducirlas en máquinas de discos.
Durante la década de 1970, Seeburg debió enfrentarse a sus deudas y a un mercado en declive para sus productos musicales. La corporación se declaró en quiebra en 1979 y se disolvió en 1980. En el esfuerzo de reorganización de Seeburg, la producción de máquinas de discos quedó bajo la "División de Fonógrafos de Seeburg", que el tribunal cerró en septiembre de 1979. Tras la desaparición de la Seeburg Phonograph Division, la propiedad de los activos de la compañía pasó a sus acreedores y comenzó la liquidación. Los acreedores vendieron Williams Electronics Manufacturing Division como una empresa independiente en 1980. El negocio de King Musical Instruments fue mantenido por los acreedores hasta que se vendió en 1983. Los activos de producción restantes se vendieron a Stern Electronics, que comenzó a producir máquinas de discos "Stern/Seeburg". El remanente del departamento de repuestos fue comprado por Jukeboxes Unlimited, con sede en Los Ángeles, en septiembre de 1980.
En marzo de 1984, antiguos empleados de Seeburg y un grupo de inversores formaron The Seeburg Phonograph Company y adquirieron los activos de producción a Stern, que estaba cerrando. Se convirtió en el primer fabricante en producir una máquina de discos de CD. Permaneció en funcionamiento durante algunos años y durante ese período se fabricaron varios modelos de máquinas de discos de CD. Finalmente, la empresa cerró y desapareció por completo. El nombre de Seeburg revivió de nuevo en las máquinas de discos de reproducción de CD Wurlitzer 1015, producidas en México durante un corto período de tiempo. En febrero de 2010, todavía se ofrecía un kit de conversión de jukebox digital con pantalla táctil con el nombre de Seeburg Digital, una división de Penbrook Amusements ubicada en Harrisburg, Pensilvania.
A partir de 2017, el sitio web Seeburg 1000 transmite en vivo continuamente lo mejor de las grabaciones de la Biblioteca de Música de Fondo de Seeburg 1000.